# Alexandre Gladkov
Pour les articles homonymes, voir Gladkov.
Alexandre Vassilievitch Gladkov (en russe : Александр Васильевич Гладков) est un militaire  soviétique, né le 12 juin 1902 et décédé le 3 avril 1969. Commandant d'une division d'infanterie pendant la Seconde Guerre mondiale, il fut distingué par le titre de Héros de l'Union soviétique.

## Carrière
Né en 1902, à Simferopol, en Crimée, dans une famille ouvrière, Alexandre Gladkov travailla comme ouvrier-relieur dans une imprimerie avant de rejoindre la cavalerie de l'Armée rouge en 1918. En 1919, il suivit des cours de commandant et adhéra au Parti communiste (bolchévik). Dans les années 1920, il continua à se perfectionner dans des écoles militaires et servit comme officier dans la cavalerie. En 1929, il prit part au conflit du chemin de fer de Chine orientale.
Lors de l'invasion allemande de l'Union soviétique, il commandait un régiment de fusiliers du front de l'ouest, en Biélorussie et dans la ville de Iartsevo, dans l'oblast de Smolensk. En août 1943, le colonel Gladkov reçut le commandement de la 112e division d'infanterie (13e armée, premier front ukrainien) et prit part à la bataille de Koursk. Sa division libéra la ville de Rylsk. Au cours de l'automne 1943, elle franchit la Desna et le Dniepr et son chef se vit décerner l'ordre de Souvorov de 2e classe. En juin 1944, Gladkov fut promu major-général. En janvier 1945, sa division participa avec succès à l'offensive Vistule-Oder, avançant de 250 km.
À la fin de la guerre, le major-général Gladkov fut grièvement blessé et se trouvait à l'hôpital le jour de la Victoire.
Après la guerre, il continua à servir dans l'armée et prit sa retraite en 1952. Il vécut et travailla ensuite à Moscou, où il est décédé le 3 avril 1969. Il est enterré au cimetière Vagankovo.

## Décorations
- Héros de l'Union soviétique le 6 avril 1945 (médaille no 7116)
- Deux fois l'ordre de Lénine
- Six fois l'ordre du Drapeau rouge
- Ordre de Souvorov de 2e classe
- Médaille Étoile d'or
- médaille pour la victoire sur l'Allemagne
- Médaille pour la Défense de Moscou
- Médaille pour la défense du Caucase